# ZDFtheaterkanal
 (septembre 2012).
Si vous disposez d'ouvrages ou d'articles de référence ou si vous connaissez des sites web de qualité traitant du thème abordé ici, merci de compléter l'article en donnant les références utiles à sa vérifiabilité et en les liant à la section « Notes et références ».
ZDFtheaterkanal était une chaîne de télévision allemande créée le 9 décembre 1999 et disparue le 7 mai 2011, remplacée par une nouvelle chaîne allemande, ZDFkultur. La chaîne était disponible sur le bouquet ZDFvision.

## Histoire de la chaîne
ZDFtheatherkanal était une chaîne de télévision allemande créée le 9 décembre 1999, et basée sur les arts du spectacle. Elle diffusait des documentaires, des biographies et des interviews. Depuis le milieu des années 2000, elle diffusait des programmes musicaux, tels que Later with Jools Holland ou des concerts.
Les programmes de ARTE et 3sat produits par ZDF ont également été rediffusés sur la chaîne, notamment Kulturzeit, Tracks, Durch die Nacht mit…, Bauerfeind et FOYER.
En outre, des programmes tels que le hit-parade et Disko, ainsi que des séries télévisées ont été diffusées sur la chaîne.
La chaîne diffusait ses programmes de 9 h à environ 2 h du matin toute la semaine, même pendant les vacances.
Le 7 mai 2011, elle a été renommée ZDFkultur.

## Identité visuelle

Logo de ZDFtheaterkanal du 9 décembre 1999 au 7 mai 2011

## Programmes
- Kulturzeit
- Tracks
- Durch die Nacht mit...
- Bauerfeind
- FOYER
- ZDF-Hitparade
- Disko
- Later with Jools Holland

ainsi que des concerts, des biographies, des documentaires, différents programmes de Arte et 3sat et des séries télévisées.

### Diffusion
- Satellite
- Câble
- IPTV